# Szaglás
A szaglás a levegőben oldott anyagok észlelését jelenti. Az ízek és a szagok kölcsönösen hatnak egymásra. A szaglás a legösszetettebb vegyi érzékelési mód. A gerincesek szaglóreceptorai rendszerint az orrban helyezkednek el. A rovaroknak általában a csápjukon és a potrohukon.

## Folyamata
A szaglás születéskor már érett. Az ember szaglórendszerének egy további
tulajdonsága, hogy a receptorok 60 naponta megújulnak: az érzéksejt elhal,
és a bazális sejtekből pótlódik. Az új axonok ott nőnek, ahol
éppen van szabad hely.
Belélegzéskor a molekulák áthaladnak az orron. Egy részük a szaglósejtekből álló szaglóhám előtt kavarog. Minden sejtnek 10-20 csillója van, amik érintkeznek az orrüreg hámbélését borító nyálkahártyával. Azok a molekulák, amelyek oldódnak a nyálkában, és a csillókat ingerelve idegingerületet hoznak létre. Az axonok összefonódva a szaglógumóba továbbítják az információt, ahol a feldolgozás megkezdődik. Ezután a szagjelek a közép felé eső szaglóterületbe és az amigdalában levő oldalsó szaglóterületbe jutnak. Ezeken a helyeken folyik a szaglással kapcsolatos agytevékenység legnagyobb része.
A szagérzet az evolúciós értelemben régi agyterületeken keletkezik. Ezeken a helyeken történik a belélegzett levegő és az ételek aromáinak elemzése. Emellett még a vérbe injektált szaganyagokat is elemzi.
A legtöbb szagos anyag szénhidrogén. Még nem ismert a kapcsolat a kémiai felépítés és az érzett szag között.
A szagérzékelés erősen függ a hormonoktól és a motivációtól; a hormonzavarok éppúgy okozhatnak anozmiát, mint hiperozmiát. Jóllakás után megváltozhat a szagok élvezeti értéke.
A szagok élvezeti értéke az emberben az első 5-10 évben alakul ki, eltérően az ízektől. Míg az újszülöttek egyértelmű mimikával jelzik az édest és a keserűt, addig a szagoknál sokszor nem egyértelmű a reakció. A gyümölcsillat, a verejtékszag és a fekália szagának élvezeti értéke kevéssé differenciált.
A szaganyagok a receptortípusokkal és az intenzitással kódolhatók; ez magyarázza azt, hogy nagyon sokféle szag lehetséges, és azt, hogy ha csak egy kicsit több receptortípus van, vagy jobb a felbontás, akkor máris sokkal több szag érzékelhető. Az emberek közötti különbségek is ezért lesznek ilyen nagyok.
Korábban az embert és a többi emberszabásút mikrosmatának gondolták, ellentétben a makrosmatákkal, mint amilyenek a kutyafélék vagy a patkányok. Közben kiderült, hogy a főemlősök néhány szagra érzékenyebbek. Így a kutyák érzékenyebbek a zsírsavakra, de a főemlősökhöz képest alig érzik a gyümölcsillatokat.

## Tanulás és emlékezet
Míg az ember úgy 10 000 szagot tud megkülönböztetni, addig a gyakorlatlanok ezeknek csak a felét tudják korrektül megnevezni. Gyakorlással ez az arány 98%-ra nőhet. Nagy a szagokkal kapcsolatban a személyes tapasztalatok szerepe. Sokszor emlékeztetnek egy helyre, ahol a szag érződött, vagy egy tevékenységre, amikor ez a szag volt a levegőben.
A gyermekek több szagot éreznek, mint a felnőttek.
Gyakran különbséget tesznek egy implicit, preszemantikus és egy szemantikus szagemlékezet között. A preszemantikus emlékezet spontán a szaghoz kapcsolódó helyre vagy tevékenységre emlékeztet. Ez a vizuális rendszeren át történik: az ember szinte maga előtt látja a helyzetet,
például a karácsonyt. Mivel a szaglókéregben nincsenek leképezve az egyes szagok, azért ezek a látottakhoz kapcsolódnak. A szag pontosabb meghatározásához egy második, verbális rendszerre is szükség van, ami névvel azonosítja. Tehát a szagélmények feldolgozásában különbség van a szemantikus és az implicit emlékezet között.

## Kondicionálás
Emberben néhány kellemetlen szag védőreflexeket válthat ki, például hányást. A limbikus rendszerrel és a hipotalamusszal fennálló szoros kapcsolat különleges helyzetet hoz létre a tanulási folyamatokban: A klasszikus kondicionálási helyzetekben a kapcsolat még nagyon hosszú idő alatt is csak nagyon nehezen bomlik meg. Például így válthat ki hányingert az étkezés helyszíne, vagy a halszag még évekkel a romlott hal evését követően. Génjeinkben van ez a könnyű kondicionálhatóság.

## Feromonok
A feromonok nem tudatosan érzékelt szaganyagok az érzékküszöb alatt. Befolyásolhatják a szaporodáshoz kapcsolódó fiziológiai folyamatokat, vagy a megfelelő viselkedést. Az elsődleges szaglórendszer a feromonokról szóló információt többnyire, de nem mindig a vomeronazális szervbe juttatja. Ez érzéksejtek egy csoportja, amely egy olyan üregben helyezkedik el, ami egy kis csatornán keresztül összeköttetésben van az orrnyílással. A feromonok befolyásolják a szexuális viselkedést, a rokon- és az ellenszenvet, meg a szociális kapcsolatokat. Nincs meg minden emberben; a szagláskutatók kételkednek abban, hogy ez a szerv működőképes. Rendszerint már embrionális korban visszafejlődik.

## Alapszagok

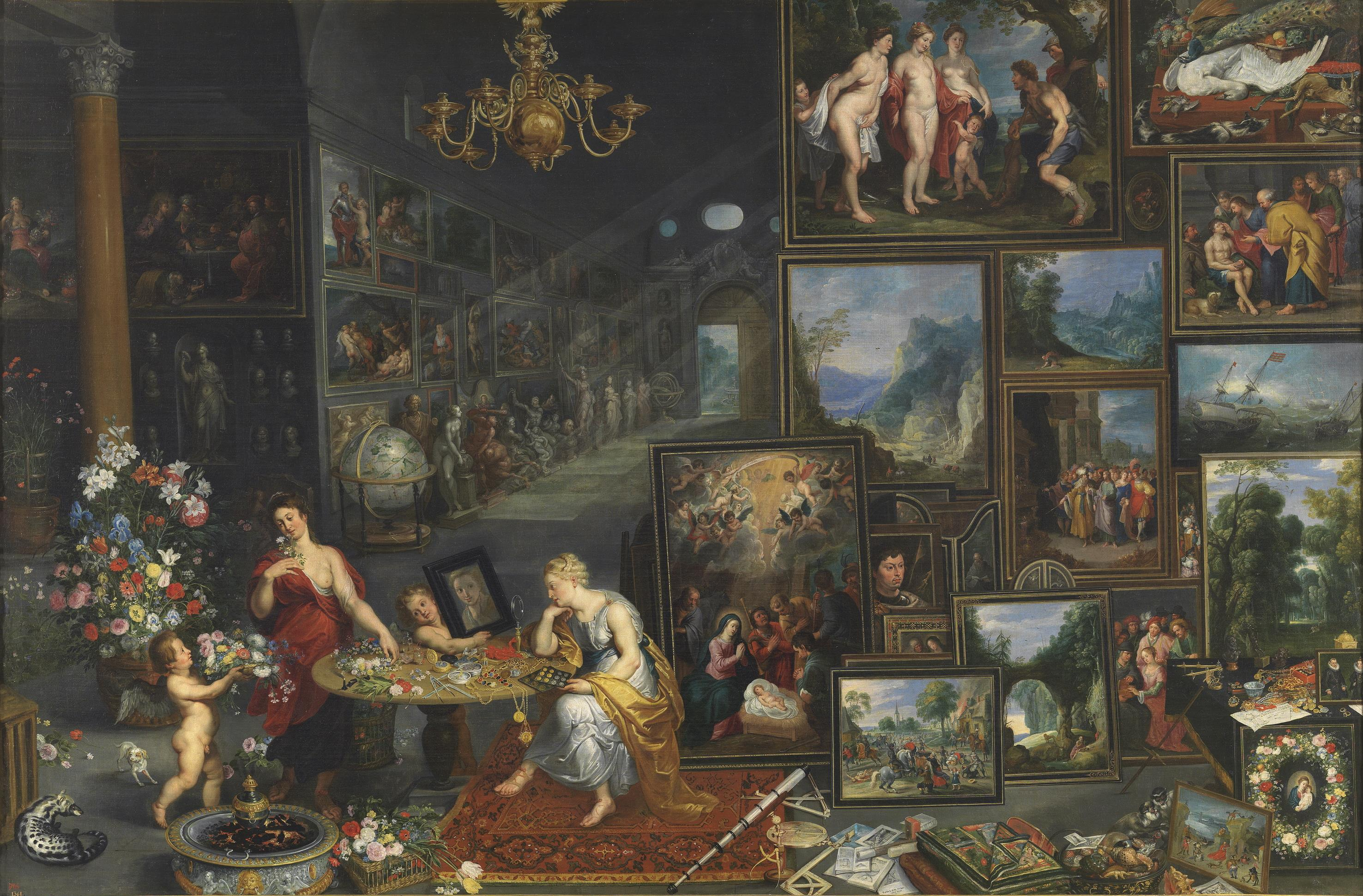
Brueghel: A látás és a szaglás allegóriája (1618)

1952-ben Amoore a következőket javasolta:
1. szúrós, például ecet, hangyasav
2. rothadó, kén-hidrogén, záptojás
3. éter
4. kámfor
5. mósusz, orvosi angyalgyökér
6. virág, rózsa
7. kénes, avas vaj

Zwaardemaker szerint a következők:
1. éter, alma
2. aromás, ánizs
3. balzsam, jázmin
4. mósusz, pacsuli
5. hagyma
6. dohány
7. kapril, sajt
8. bódító, ópium
9. bűzös, rothadás

Henning hat alapminőséget különböztet meg:
1. fűszer
2. virág
3. gyümölcs
4. gyanta,
5. dohány
6. rothadt

Az ember csak kevés kémiai elem szagát képes érezni, ezek a következők: arzén, bróm, fluor, foszfor, jód, kén, klór, ozmium, illetve az oxigén ózonnak nevezett allotrop módosulata.

## A szaglás zavarai
Az érzékenységi problémákon kívül minőségi zavarok is kialakulhatnak.
A szaglás teljes hiánya az anozmia, a csökkent érzékenység a hipozmia, és a szokottnál jóval nagyobb érzékenység a hiperozmia.
A minőségi zavar lehet parozmia, kakozmia, vagy szaghallucináció, amit fantozmiának neveznek a pszichiátrián.

## Orvosi Nobel-díj
A szaglóreceptorok kutatásáért és a szaglórendszer szerkezetéért Richard Axel és Linda B. Buck amerikai kutató 2004-ben.

## Külső hivatkozások
- A Drosophila-genetika átfedéseket mutat a látási és a szaglási jelátvitelben
- A depressziósok nem érzik a gyenge szagokat
- Az orr szaglósejtjei 10 000 szag között tudnak különbséget tenni
- Szaglás az orrtól az agyig